# Noblesse (Webtoon)
Noblesse (koreanisch 노블레스) ist ein Webtoon, geschrieben von Son Jae Ho und illustriert von Lee Gwang Su. Noblesse handelt von einem mächtigen Vampiradligen namens Cadis Etrama Di Raizel, auch Raizel oder Rai genannt, der seit 820 Jahren in einer Art Hibernation ruht, nachdem er sich in einem Kampf verletzt hat.

## Veröffentlichungen
Noblesse wurde auf dem südkoreanischen Webportal und der App Naver Webtoon vom 30. Dezember 2007 bis zum 7. Januar 2019 veröffentlicht. Das Webtoonportal ist seit Juli 2014 international als Line Webtoon bekannt und Noblesse gehört zu den ersten Webtoons, die eine englische Übersetzung erhielten.

## Handlung
Zu Beginn des Webtoons wacht Rai in einem verlassenen Gebäude in Südkorea auf und versucht sich in der modernen Welt zu orientieren. Nach seinem langen Schlaf hat er keine Kenntnisse von den vielen verschiedenen Fortschritten der Menschheit, er muss sich an kulturelle und wissenschaftliche Änderungen gewöhnen.
Gleich am Anfang endet er in einer Schule, die von seinem treuen Diener Frankenstein geleitet wird. Dieser erleichtert Raizels Eingliederung in die moderne Gesellschaft und in sein wohlbekanntes Gymnasium, während Rai versucht seine Vergangenheit aufzudecken. In der Schule freundet Raizel sich mit dem athletischen, aber akademisch schwachen Teenager Shinwoo Han, dem Computergeek Ikhan Woo und einigen anderen an. In einer Reihe von gefährlichen Abenteuern überschreiten die Protagonisten ihre Grenzen, bilden starke Bindungen, kämpfen gegen genmodifizierte Menschen, die geheime Organisation namens „Union“ und übernatürliche Wesen.

## Spezies

### Adlige
Die vampirähnlichen Adlige sind eine uralte und mächtige Rasse, die große Stärke, Schnelligkeit und Telepathie besitzt. Des Weiteren besitzen sie lange Lebenszeiten und ein striktes Ehren- und Verhaltenskodex.
Die Adligen werden unter sich an der Reinheit ihrer Blutlinie, die jeweils verschiedene blutbezogene Fähigkeiten entwickeln kann, hierarchisch klassiert. Sie haben nichts mit der typischen Vorstellung von Vampiren zu tun, die in dieser Welt als „Infizierte“ bezeichnet werden, und bloß Monster ohne Bewusstsein sind. Die Adligen sind daran interessiert, alle Infizierten zu eliminieren, da sie es sich nicht leisten können, dass die ganze Menschheit auf sie aufmerksam wird.
Sie leben isoliert auf einer Insel namens Lukedonia, die von menschlichen Sinnen nicht erkannt werden kann. „Noblesse“ ist ein Titel, den nur eine Person der Spezies besitzen kann, die höchste Autorität, wenn auch nicht unbedingt im politischen Sinn. Darunter gibt es den „Lord“, der die Regierung der Rasse übernimmt.
Das Wort „Noblesse“ stammt aus dem französischen Konzept „noblesse oblige“ (dt. „Adel verpflichtet“), was bedeutet, dass diejenigen mit mehr Privilegien auch mehr Pflichten haben und ihre Macht verantwortungsvoll einsetzen müssen, besonders, um anderen zu helfen …

### Genmodifizierten Menschen
An genmodifizierten Menschen wurde experimentiert, in der Regel von nationalen Regierungen oder Organisationen wie der Union, um mehr militärische Macht zu erlangen. Erfolgreiche „Experimente“ sind viel leistungsfähiger und biologisch stabiler als normale Menschen. Misslungene Experimente werden oft entsorgt oder sterben aufgrund genetischer Instabilität. Veränderte Menschen sind mit Glück in der Lage, ihren Körper nach Belieben vollständig zu transformieren. Einige von ihnen sind auch intellektuell ausgebildet, um eine bestimmte Waffe einzusetzen oder Technologie zu manipulieren.

### Werwölfe
Werwölfe existieren schon so lange wie die adligen Noblen, sind aber vergleichsweise schwächer als sie. Werwölfe sind aggressiv und kriegerisch. Sie glauben, dass die Starken das Recht haben, die Schwachen zu regieren. Das zeigt sich in ihrer Kultur. Sie wählen ihre Führer auf der Basis ihrer Stärke aus, wenn jemand stärker ist, kann er um die Position kämpfen. Werwölfe haben überlegene regenerative Kräfte gegenüber den Adligen. Anders als die Adligen, haben sich die Werwölfe für die Verstärkungsexperimente der Menschen interessiert und sie auch selbst durchgeführt.
Krieger sind eine Elitegruppe von Kämpfern innerhalb der Werwolf-Gesellschaft. Sie fungieren als Anführer und Beschützer ihrer Rasse. Diejenigen, die stark und mächtig sind, werden als Krieger gewählt. Krieger sind für die Führung und den Schutz der schwächeren Mitglieder verantwortlich. Spätere Kapitel zeigen, dass es zwei Kategorien von Kriegern gibt: Diejenigen, die ihren Status nach dem Experiment der körperlichen Modifikation erlangen, und diejenigen, die bereits den Status eines Kriegers erreichten, bevor sie sich auf Experimente einlassen.

## Figuren

### Cadis Etrama Di Raizel
Cadis Etrama Di Raizel ist die Hauptfigur der Manhwa-Serie. Er ist ein Adliger aus Lukedonia, der den besonderen Titel „Noblesse“ trägt, der ihn von allen anderen Adligen unterscheidet, als ihren verborgenen Beschützer und Richter, und wenn nötig, Scharfrichter. Er ist Frankensteins Meister und besucht derzeit die Ye Ran High School, um mehr über die moderne menschliche Welt zu erfahren.
Rai zeichnet sich durch seine überaus markante Eleganz aus. Neben seiner Schönheit, seinem Charme und seiner Güte zählt seine Orientierungslosigkeit zu einer seiner ausgeprägtesten Eigenschaften. Er hat rote Augen, ein Merkmal von reinen Noblen, und glänzend schwarze Haare. Er trägt ein silbernes Kreuzohrring an seinem linken Ohr, dass sich später als ein Geschenk des vorherigen Lords und als ein Regulierer für seine Kräfte herausstellt.
Raizel besitzt große Kräfte, die zugleich auch eine große Belastung ist. Nach einer anstrengenden Benutzung seiner Kräfte verschlechtert sich seine Gesundheit und sein Wohlbefinden. Manchmal muss er sich zur Erholung in einen längeren Schlaf begeben. Die Pflicht, die Verantwortung für eine solche Macht zu tragen, ist es, die ihn dazu bringt, auf eine zurückhaltende und scheinbar apathische Weise zu handeln. Seine scheinbare Perfektion wird jedoch durch seine Ratlosigkeit und Unfähigkeit gebrochen, wenn es darum geht, die in der Neuzeit gefundene Technologie zu verstehen und zu nutzen.

### Frankenstein
Frankenstein ist der Deuteragonist der Serie. Er hat in der Vergangenheit einen Vertrag mit dem Noblesse geschlossen. Er ist Rais treuer Diener und hat ihm seit mehreren Jahrhunderten treu gedient. Frankenstein ist der Gründer und Direktor der Ye Ran High School. Er ist auch Mitglied der Gruppe RK-5 (Rai’s Knights; dt. Rais Ritter) mit dem Titel " Nummer 0".
Er ist ein brillanter Wissenschaftler, dessen vergangene Forschungsdaten dazu beigetragen haben, die wissenschaftlichen Erkenntnisse und Technologien der Union auf ihr fortgeschrittenes Niveau zu bringen. Frankenstein ist dank seiner Waffe (Der dunkle Speer) der mächtigste Mensch, den es je gegeben hat. Seine Identität als ein Mensch wurde erst später enthüllt.
Frankenstein ist ein sehr loyaler Mensch, vor allem gegenüber seinem Meister, und kann ernst und kalkulierend werden, wenn die Situation es erfordert. Man merkt ihm an, dass er leichtsinnig, überaus gefährlich und blutrünstig wird, wenn er zu viel von seiner Macht einsetzt. Obwohl seine sadistische Seite während den Kämpfen gegen seine Feinde immer zum Vorschein kommt, ist er, genau wie sein Meister, mitfühlend mit dem Menschen, was sich in seiner Sorge um die Studenten nach einem Beinahe-Mord zeigt.
Er wird mehrfach als sehr organisiert dargestellt und er verabscheut Schmutz und Unordnung, vor allem in seinem Haus und lässt jeden, außer Rai, seinen eigenen Dreck aufräumen, selbst die Adligen.

### Shinwoo  Han
Han Shinwoo ist ein normaler Teenager in der Serie. Er ist Student der Ye Ran High School und dort der erste, der sich mit Rai anfreundet. Er ist auch ein unglaublich geschickter Kampfsportler und Ikhans bester Freund. Shinwoo ist ein energischer und athletischer Teenager mit leuchtend roten Haaren und blauen Augen. Er ist fast immer mit einer Bandage über die Brücke seiner Nase zu sehen. Er ist in der Stadt als unbesiegbar bekannt und wird von vielen Banden gefürchtet. Er ist dafür bekannt, diejenigen zu verteidigen, die sich nicht wehren können, auch wenn er nicht stark genug ist, wie er in seinem Kampf gegen einen Mutanten gezeigt hat. Shinwoo wird in der Klasse oft schlafend  gezeigt.

### Ikhan Woo
Woo Ikhan ist auch ein gewöhnlicher Mensch. Er versteht sich gut mit Frankenstein und hängt mit seinen Freunden oft in dessen Haus ab, weil Raizel dort wohnt.
Er ist sehr begabt, wenn es um Technik und Hacking geht. Ikhan ist ein braunhaariger Teenager, der mit seinen 157 cm etwas kleingeraten ist. Ikhan ist stolz auf sein technisches Können, und er ist glücklich, wenn andere sein Talent anerkennen. Ikhan schätzt seine Freunde und scheut sich nicht, sich anderen entgegenzustellen, um sie zu retten. Er kann selbst etwas schelmisch sein, obwohl er Shinwoo oft für sein Verhalten rügt. Er und Shinwoo kennen sich aus ihrer Kindheit.

### Seira J. Loyard
Seira J. Loyard ist eine Adlige und ist einer der acht aktuellen Clanführer von Lukedonia. Sie wohnt mit Regis bei Frankenstein und ist eine Schülerin der Ye Ran High School. Sie ist das letzte Mitglied der RK-5. Seira hat silberne Haare und wurde für ihre Schönheit von vielen verschiedenen Menschen und anderen Adligen beachtet. Seira ist ruhig und geradlinig und spricht nur, wenn sie es für nötig hält.
Seira J. Loyard ist das letzte verbliebene königliche Mitglied des Loyard Clans, weshalb sie auch die Position des Clan-Leader besitzt, obwohl sie sehr jung ist. Ihre Position wird durch ihren Besitz der Seelenwaffe der Loyard Familie bestätigt. Sie wurde im Alter von 117 Jahren Loyard-Clanführerin und steht unter der Obhut von Gejutel Landegre, Regis Oberhaupt, der bei ihr eine hohe Wertschätzung genießt.

### Regis K. Landegre
Regis K. Landegre hat auffällige silberne Haare mit schwarzen Streifen auf beiden Seiten. Für sein Alter ist er eher kurz. Er lebt nach dem Code der Adligen und schützt die Menschen, obwohl man glaubt, dass sein Vater durch sie getötet wurde. Er ist fokussiert in Bezug auf Eleganz und kritisiert oft seine Feinde für fehlende Klasse und Eleganz. Er zeigt die charakteristische Sturheit des Landegre-Clans und reagiert stark auf Provokationen.

### Muzaka
Muzaka ist der ehemalige Anführer der Werwölfe und der einzige gleichberechtigte Freund von Cadis Etrama Di Raizel vor seinem Tiefschlaf. Es wird enthüllt, dass er derjenige ist, der für Rais 820 Jahre langen Schlaf verantwortlich ist. Muzaka hat graue Augen und lange weiße Haare und einen großen, muskulösen Körper, der mit vielen Kampfnarben bedeckt ist. Früher wirkte er recht lebhaft und ansprechbar, aber etwas arrogant. Er wird auch als fürsorglich angesehen, da er zu Frankenstein sagt, dass er froh ist, jemanden zu sehen, der sich um seinen Freund Raizel kümmert.
Während seines Kampfes gegen Raizel war er sehr gewalttätig, aggressiv und wollte nicht auf die Vernunft hören. Nachdem er Hilfe erhalten hatte, wurde seine Aggression verringert und er gewann seine Vernunft zurück.
Nach dem Verlust seiner Tochter Ashleen sieht er die Menschen als Feinde an. Rai hielt ihn davon ab, alle Menschen zu schlachten, was ihre lange Beziehung beendete.

## Anime
Auf dem 17. Bucheon International Animation Festival wurde zuerst die 40-minütige Animation von Noblesse, produziert von dem Animationsstudio Animal, gezeigt. Die DVD erschien am 4. Dezember 2015 von Woongjin Thinkbig Funnism.
Am 4. Februar 2016 erschien die 30-minütige OVA Noblesse: Awakening über die erste Staffel des Animes auf Crunchyroll und YouTube. Die erste Staffel des Animes soll 2020 als Crunchyroll Original auf Crunchyroll laufen, für die Produktion ist Production I.G verantwortlich.